# Łoje (Ełk)
Pour les articles homonymes, voir Łoje.
Łoje est un village polonais de la gmina d'Kalinowo, dans le powiat d'Ełk, voïvodie de Varmie-Mazurie, au nord-est du pays.
Il est situé à environ 12 km à l'est d'Ełk et à 134 km à l'est de la capitale régionale Olsztyn.